# Belgischer Rundfunk

Logo BRF

Belgischer Rundfunk (BRF) – belgijski publiczny nadawca radiowo-telewizyjny produkujący programy w języku niemieckim. Jako niezależna stacja radiowa istnieje od 1977, choć początki niemieckojęzycznej radiofonii publicznej sięgają w Belgii już roku 1945. Obecnie BRF produkuje trzy kanały radiowe. Od 1999 nadaje także kanał telewizyjny.